# 上野陽一
上野 陽一（うえの よういち、1883年〈明治16年〉10月28日 - 1957年〈昭和32年〉10月15日）は、日本の経営学者、産業心理学者。産業能率大学の創始者、産業能率短期大学の創設者・学長、立教大学教授・経済学部長、大蔵省作業部計画課長。米国のマネジメント思想と技術を導入、産業界に紹介して、日本最初の経営コンサルタントとなった。中でも、フレデリック・テイラーによる科学的管理法を「能率学」と名付け邦訳し、日本における経営学の端緒を開き「能率の父」と呼ばれる。位階勲等は正四位勲二等。

## 経歴
東京出身。1903年、東京帝国大学（現在の東京大学）文学部哲学科に選科生として入学。心理学を専攻し、1907年に本科生となり1908年に卒業する。
その後、心理学研究から産業能率、科学的管理法の研究者となる。さらにアメリカからマネジメント思想と技術を導入、産業界に紹介し、日本最初のマネジメント・コンサルタントと言われる実績を残した。
1909年、大槻快尊・倉橋惣三・菅原教造らと共に心理学通俗講話会の設立に参画し、同年5月の同講話会での講演（長野県教育会で「実験心理学」を講演）を皮切りに演壇に立つ。
1917年頃、33歳の時、早稲田大学広告研究会で広告心理学を講義し、同年電通の広告研究会でも毎月講演を実施。
1920年頃、36歳の時、早稲田大学商科において広告心理学の教壇に立ち、教員としての活動を開始。
1922年に財団法人協調会に設けられた産業能率研究所の所長に就任。
1924年頃、40歳の時に日本大学講師を務める。
1925年に協調会の財政事情により分離独立して、日本産業能率研究所を創設。
1936年頃、52歳の時には横浜専門学校（現・神奈川大学）で科学的管理法概論、事務管理を講義し、2年後に横浜専門学校講師に就任。同校の法経学部で産業能率論を講じた。
1939年頃、55歳の時に武蔵野写真学校校長に就任、翌年、再び横浜専門学校講師、早稲田大学講師、中央大学講師を務める。
1942年に、59歳の時に私財を投げ打ち、日本産業能率研究所を母体に日本能率学校を創設し、理事長を務める。戦時下局面にある厳しい状況の中で日本産業能率研究所をベースとして創立された日本能率学校は、上野の思想である能率道の具体化を図る場として設立された。
1943年、60歳の時に戦時下で経営が厳しくなっていた立教学院の企画委員となり、立教大学教授、立教大学経済学部経営経済学科長に就任。同経済学部長も務めた。立教大学に務めるきっかけは、同大学校友として立教大学の存続のために活動していた佐伯松三郎から支援要請を受けたことに始まる。国の理科系拡充方針の中で、文科系学科が中心であった立教大学は閉鎖されることを防ぐために理科系学科を速やかにつくる必要があり、上野は工業経営科と数学科を創設するように提言し、企画委員に就任して支援を行った。その結果、立教理科専門学校（現・立教大学理学部）の開校がなされ、文学部の閉鎖等はあったものの、立教大学は戦時下で存続することができた。上野は、立教大学経済学部長及び経済学部経営経済学科長にも就き、大学を支えた。
第二次世界大戦後は人事院人事官として公務員制度の確立に努める一方、1950年に日本能率学校を発展的改組させ、産業能率短期大学を設立した。
墓所は文京区養昌寺。

## 著書
- 1901年 学校と社会 松村三邑堂
- 1907年 英語講義 語学速成研究所
- 1909年 実験心理学講義 同文館
- 1910年 エンジェル機能主義心理学講義 同文館
- 1911年 感情の論理 目黒書店
- 1913年 心理学要領 大日本図書
- 1914年 心理学通義 大日本図書
- 1916年 学校児童精神検査法指針 中文館
- 1918年 商業心理講話 早稲田大学出版部
- 1919年 人及ビ事業能率ノ心理 同文館
- 1919年 モイマン実験教育学綱要（阿部重孝と共編） 大日本図書
- 1921年 児童心理学精義 中文館
- 上野, 陽一、野田, 信夫『近世心理学史』同文館、1922年。NDLJP:1177879。
- 1924年 広告術 三省堂
- 1925年 能率学者の旅日記 プラトン社
- 1926年 産業能率講義要領 日本産業能率研究所
- 1927年 産業能率概論 同文館
- 『生活と能率』同文館、1927年。NDLJP:1443251。
- 1928年 事業統制論 同文館
- 1929年 事業統制図表 同文館
- 1929年 産業能率論 千倉書房
- 『能率秘話』千倉書房、1930年。NDLJP:1177879。
- 『家庭経済の秘訣』千倉書房、1930年。NDLJP:1029995。
- 『教育能率の根本問題』賢文館、1930年。NDLJP:1464444。
- 1931年 販売心理 千倉書房
- 1931年 心理学教科書 大日本図書
- 1932年 経営作戦 千倉書房
- 1932年 模範仕入販売法 同文館
- 1932年 計画経済と管理法 千倉書房
- 1932年 商店経営 賢文館1
- 1932年 テーラー全集：著述 同文館
- 1933年 テーラー全集：論文 同文館
- 1933年 子供の教養を語る 明治図書
- 1933年 能率百話 千倉書房 全国書誌番号:47016514
- 1933年 能率茶話 千倉書房
- 1933年 模範商店経営法 千倉書房
- 1933年 能率文明論 同文館
- 1934年 事務必携 同文館
- 1934年 人を説く法 千倉書房
- 1935年 己れを作る法 千倉書房
- 1935年 商店経営の能率 トウシン社
- 1935年 チエトチカラノハナシ カナモジカイ
- 1936年 小売店経営の根本原則 文録社
- 1936年 人を観る法 千倉書房
- 1937年 購買管理及倉庫管理 千倉書房
- 1937年 店員読本 誠文堂新光社
- 1937年 商人経 実業之日本社
- 1938年 経営者読本 千倉書房
- 1938年 新事務必携 同文社
- 1938年 能率概論 同文館
- 1938年 人生心得帳 新興機械販売
- 1939年 坐の生理心理的研究 同愛会
- 1939年 能率ハンドブック（上・中・下） 同文会
- 1941年 上野陽一選集 潮文閣
- 1942年 産業能率訓 教学社
- 1943年 能率と青年 潮文閣
- 1945年 新能率生活 光文社
- 1946年 能率24時間 柏書院
- 1947年 能率道講話 産業能率専門学校
- 1948年 新能率24時間 柏書院
- 1948年 能率学原論：原理編 日本能率学校
- 1948年 国家公務員新給与法解説 労働文化社
- 1948年 人間学断片 叢文社
- 1949年 能率学原論 同文館
- 1949年 卓上能率日記 技報堂
- 1950年 公務員ノアリカタ 中央労働学園
- 1950年 ダースなら安くなる（共訳） 日本能率協会
- 1951年 私はこう考える 池田書店
- 1951年 己を活かす法 池田書店
- 1951年 監督者のあり方 技報堂
- 1952年 人事管理：理論と実際 池田書店
- 1953年 一日一話能率三百六十五日 池田書店
- 1954年 たれにもわかるハンニャ心経 大法輪閣
- 1954年 人を使う法 池田書店
- 1954年 新版能率ハンドブック 技報堂
- 1954年 人事管理の諸問題 大蔵出版
- 1955年 科学的管理法ノアユミ 産業能率短期大学
- 1955年 能率学原論（改訂版） 技報堂
- 1956年 能率道講話（改訂版） 技報堂
- 1957年 科学的管理法（訳） 技報堂
- 1957年 近代管理技法ハンドブック（共著） 同文館
- 1957年 役にたつ考え方 実業之日本社
- 1957年 働く頭にする工夫 池田書店
- 1957年 独創性の開発とその技法 技報堂
- 1957年 人生を2倍に生きる 池田書店
- 1980年 シャカの教えとその一生 産業能率大学出版部

## 論文
- 「目の誤りの話」『心理学通俗講話』第2輯 (1910)
- 「リボー感情の論理」目黒書店発行『新著梗概』第6輯 (1911)
- 「注意の広さについて」『心理学通俗講話』第5輯 (1913)
- 「職業選択の心理」『心理研究』第3巻5冊 (通巻17号) (1913)
- 「行動説の主張 - 心理学の新定義」『心理研究』第4巻3冊 (通巻21号) (1913)
- 「フロイドの夢の説 (上)(下)」『心理研究』第6巻3冊 (通巻33号) - 4冊 (通巻34号) (1914)
- 「精神分析学者の観たる教育」『心理研究』第8巻1冊 (通巻43号) (1915)
- 「児童観の変遷と文明の進歩」『心理研究』第17巻 (通巻93号) (1920)
- 「科学的管理法の祖ティラーと後継者ギルプレス」『心理研究』第17巻 (通巻100号) (1920)
- 「行動主義心理学者の見たる教育」『心理研究』第17巻 (通巻102号) (1920)
- 「条件反射と児童研究」『心理研究』第18巻 (通巻107号) (1920)
- 「国字問題と国語教育」千葉春雄編『最近の心理学と国語教育の問題』厚生閣 (1932)
- 「タイプライチング作業の微動作研究」『産業能率』第6巻3号 (1934)
- 「社会計画」『現代心理学 2. 社会心理学』河出書房 (1942)